# Michael Kind
Michael Kind (Halle an der Saale, 23 luglio 1953) è un attore tedesco, attivo in campo televisivo e cinematografico.
Complessivamente, tra cinema e televisione, ha partecipato - a partire dalla metà degli anni settanta - a quasi una novantina di differenti produzioni. Tra i suoi ruoli più noti, figura quello del Comandante Hermann Gruber nella serie televisiva Guardia costiera (Küstenwache), ruolo che interpreta dal 1999.
È il marito dell'attrice svizzera Ursula Andermatt.

## Filmografia parziale

### Cinema
- Das Haus am Fluß (1986)
- Wengler & Söhne (1987)
- Treffen in Travers (1988)
- Kai aus der Kiste (1988)
- Zum Teufel mit Harbolla (1989) - ruolo: sottufficiale
- Versteckte Fallen (1991) - Robert
- Der Tangospieler (1991)
- Krücke (1993) - soldato
- Irrlichter (1998) - Jörg Grüninger
- Der tote Taucher im Wald (2000) - Bruno Bergmann
- Weg! (2002)
- Die Datsche (2002) - Arnold
- Pigs Will Fly (2002) - Wolfgang
- Toyotafahrer leben länger (2003)
- Kleinruppin forever (2004) - Koslowski
- Kalte Schatten (2004) - Ralf
- La caduta - Gli ultimi giorni di Hitler (Der Untergang, 2004)
- Die Wolke (2006) - Bert Heubler
- Die Könige der Nutzholzgewinnung (2006) - Brockenwirt
- Aquanauten (2007)
- Der zweite Bruder (2008)
- Unschuld (2008) - protettore
- Résiste - Aufstand der Praktikanten (2009) - Sig. Feldmann
- Die Entbehrlichen (2009) - Bertram Held
- Personenschaden (2009) - Peter
- Wolf unter Schafen (2010) - Eldric
- Artisten (2011)
- Staub auf unseren Herzen (2012) - Wolfgang
- Sushi in Suhl (2012) - Lothar Jäger

### Televisione
- Ein Wigwam für die Störche - film TV, (1976)
- Martin Luther - film TV, (1983)
- Der Hauptmann von Köpenick - film TV, (1987)
- Polizeiruf 110 - serie TV, 3 episodi (1987-2000)
- Im Sog der Angst - film TV, (1992)
- Tatort - serie TV,1 episodio (1996-2003)
- Praxis Bülowbogen - serie TV, 1 episodio (1996)
- Amerika - film TV (1996)
- Die Männer vom K3 - serie TV, 1 episodio (1996-2000)
- Freiwild - film TV (1998)
- Balko - serie TV, 1 episodio (1998-2000)
- Wolff, un poliziotto a Berlino - serie TV, 1 episodio (1999)
- Klemperer - Ein Leben in Deutschland - miniserie TV, 4 episodi (1999)
- Guardia costiera (Küstenwache) - serie TV (1999-in corso)
- Hat er Arbeit? - film TV (2000)
- Un caso per due - serie TV, 1 episodio (2001)
- Victor, l'angelo custode (Victor - Der Schutzengel) - serie TV,  1 episodio (2001)
- 14º Distretto - serie TV, 1 episodio (2002-2004)
- Squadra Speciale Cobra 11 - serie TV, 1 episodio (2003)
- Un caso per due - serie TV, 1 episodio (2003)
- Das Konto - film TV, (2004)
- Dornröschens leiser Tod - film TV, (2004)
- Siska - serie TV, 1 episodio (2004)
- Squadra speciale Lipsia (SOKO Leipzig) - serie TV, 1 episodio (2004)
- Liebe auf vier Pfoten - film TV, (2006)
- Die Kette - film TV, (2006)
- Prager Botschaft - film TV, (2007)
- Hamburg Distretto 21 - serie TV, (2008)
- SOKO Wismar - serie TV, 1 episodio (2008-2012)
- Mörder kennen keine Grenzen - film TV, (2009)
- In aller Freundschaft - serie TV, 1 episodio (2010)
- Praxis mit Meerblick - serie TV, 22+ episodi (2017-in corso)
- Doktor Ballouz - serie TV, 10 episodi (2021-in corso)

## Doppiatori italiani
- In Guardia costiera, Michael Kind è doppiato da Renzo Stacchi[4]